# Anaon (Totenglaube)
Anaon ist ein zentraler Begriff im Totenglauben der Bretonen. Er bezeichnet sowohl die Gesamtheit der Seelen der Verstorbenen als auch – im übertragenen Sinne – die Welt, in der diese Seelen verweilen.

## Bedeutung
Das bretonische Wort Anaon (Pluralform von Anav, Seele) bedeutet wörtlich „die Seelen“ oder „die Seelen der Toten“. Es kann sich je nach Kontext beziehen auf:
- die Gesamtheit aller Verstorbenen einer Gemeinde oder Region,
- die Toten einer bestimmten Familie,
- die unsichtbare Gemeinschaft der Ahnen, die die Lebenden begleitet,
- oder den Ort bzw. Zustand, in dem sich die Toten befinden (vergleichbar mit dem Jenseits).

Im Volksglauben heißt es, wer stirbt, „geht zum Anaon“ – das heißt, er schließt sich der Gemeinschaft der Verstorbenen an.

## Volksglaube und Bräuche
Rund um das Anaon existierten zahlreiche Bräuche in der ländlichen Bretagne:
- Das Ausläuten der Totenglocke (bretonisch: kloc’h an Anaon) sollte die Gemeinde vom Eintritt einer neuen Seele ins Anaon benachrichtigen.
- Der 2. November – Allerseelen – heißt auf Bretonisch Gouel an Anaon („Fest der Toten“) und war ein besonderer Gedenktag mit Messen und Gebeten für die Toten.
- In manchen Regionen ließ man nachts Brot oder Wasser für das Anaon stehen oder ließ das Feuer im Kamin weiter brennen, um den Seelen der Verstorbenen eine Rückkehr zu ermöglichen.